# El deseo (película de 2008)
El deseo es una película de cortometraje mexicana dirigida por Marie Benito sobre su propio guion, que se estrenó en 2008 y que tuvo como protagonistas a Keyla Wood, Paloma Woolrich y Manuel Montiel. 
El cortometraje fue exhibido en el Festival de Cine Internacional de Pune, India; en Cineforo Guadalajara, en el Festival Internacional de Cine de Lebu, Chile; en el Festival mundial de cortometrajes de Toronto, Canadá, en CortoCircuito, el festival de cortos latinos de Nueva York 2009, en el Festival Internacional de Cine de Cannes, en el que competía por la Palma de Oro, donde tuvo buena aceptación por la crítica durante su proyección oficial y fue galardonado por El Abrazo del Cortometraje en el Festival de Biarritz de Cines y Culturas de América Latina 2008.

## Sinopsis
Ana, una mujer de unos cincuenta años, que cae en una depresión después de la partida de su esposo, decide un día retomar su vida y reencontrar el deseo sexual, para lo cual comienza un proceso de cambio hasta encontrarse con su nueva sexualidad.

## La directora
La directora Marie Benito, que nació en 1982, es de nacionalidad francesa y vive en la Ciudad de México desde el
2002. En el 2003 ingresó al Centro de Capacitación Cinematográfica para cursar estudios cinematográficos como directora y como parte de los mismos hizo los documentales Auxiliar de vida en 2004 y Surf o tronar en 2008. Participó en el Berlinale Talent Campus en el 2008 y
El deseo es su primer cortometraje de ficción.

## Reparto
- Keyla Wood	... 	Bailarín
- Paloma Woolrich	... 	Ana
- Manuel Montiel

## Producción
Sobre la génesis de la película escribió la directora: 

”Al ver mujeres cercanas a esa edad para quienes es difícil rehacer su vida cuando
ya pasaron una gran parte de está con una misma pareja, me llamó la atención el tema del deseo y la sexualidad. Creo que cada edad vive su sexualidad de manera distinta, y ya entrando a la vejez pesa más una ruptura así como la soledad pero sin embargo en alguna parte quedará el deseo y creo que es posible todavía encontrar una nueva sexualidad”.